# NGC 1359
NGC 1359 (również PGC 13190) – galaktyka spiralna z poprzeczką (SBm/P), znajdująca się w gwiazdozbiorze Erydanu. Została odkryta 12 października 1836 roku przez Johna Herschela. Galaktyka ta należy do gromady w Erydanie.